# ENFOPOL
ENFOPOL (sigla per l'inglese «ENFOrcement POLice», "polizia esecutiva") è un gruppo di lavoro che riunisce le autorità di polizia e delle forze di sicurezza dei paesi membri dell'Unione europea, che ha fornito linee guida per il controllo delle telecomunicazioni contro la criminalità.
Secondo alcune notizie giornalistiche si tratterebbe di un sistema di intercettazione delle attività sulla rete internet dei cittadini, basato sui medesimi principi di Echelon, il discusso sistema di intercettazione statunitense.